# Mounouna Foutsou
Mounouna Foutsou est une personnalité politique camerounaise. Depuis le remaniement ministériel du 2 octobre 2015, il exerce la fonction de ministre de la Jeunesse et de l'Éducation civique.

## Biographie
Mounouna Foutsou est originaire de Bangana, un village de l'Extrême-Nord du Cameroun, dans le département du Mayo-Danay. Il est né en 1967.

### Études
Il fait ses études secondaires au Lycée de Maroua, où il décroche le baccalauréat scientifique série C et réussit en même temps au concours d'entrée à l'École nationale supérieure polytechnique de Yaoundé.Il poursuit alors ses études d'ingénieur dans la capitale politique Yaoundé, ensuite a l'université de l'INSA de Lyon en France, dans le cadre du programme de bourses d'excellence et d'échanges universitaires AUPELF/UREF. Il obtient en fin de cursus, le diplôme d'ingénieur option civil, spécialité aménagement urbain. Il mène en parallèle des études d'économie à l'ancienne l'université de Yaoundé où il décroche une licence, puis une Maîtrise en sciences économiques, option analyse et politique économique.

## Activités
Il commence son activité professionnelle comme ingénieur stagiaire à la direction de l'eau et de l'assainissement à la communauté urbaine de Lyon, en France. De retour au Cameroun, il exerce la fonction de cadre en complément d'effectif à la direction de l'urbanisme de l'ex-ministère de l'urbanisme et de l'habitat, en 1992. Il occupe par la suite le poste d'ingénieur d'études No 5, ensuite le poste de chef de service du patrimoine immobilier de l'Etat à l'étranger, au sein de la Direction de l'architecture et de l'habitat dudit Ministère.
En 2005, il est nommé Chef de la Division de la promotion économique des jeunes, au tout nouveau Ministère de la Jeunesse créé. Il exercera ensuite parallèlement, la fonction de coordonnateur national du Programme d'Appui à la Jeunesse Urbaine et Rurale (Pajer-U) et du projet d'insertion socioéconomique des jeunes par la fabrication du matériel sportif (PIFMAS), deux programmes mis en place par le ministère de la jeunesse sur financements de l'initiative PPTE en 2007.

## Politique
Lors du remaniement ministériel du 30 juin 2009, il entre au Gouvernement au poste de Secrétaire d’État auprès du Ministre des enseignements secondaires. Au Gouvernement réaménagé du 9 décembre 2011, il devient Secrétaire d'état chargé de l'enseignement normal.
Lors du remaniement gouvernemental du 2 octobre 2015, il est promu au poste de Ministre de la Jeunesse et de l’Éducation Civique. Il sera maintenu à ce poste lors du remaniement ministérielle du 04 janvier 2019.
Il est membre suppléant du Comité Central du Rassemblement démocratique du peuple camerounais (RDPC) et membre de la délégation permanente du Parti dans le département du Mayo-Danay, dans la Région de l'Extrême-Nord du Cameroun.
Il est Grand Officier de l'Ordre de la Valeur 